# Liste des films soviétiques sortis en 1964
Cet article présente une liste de films produits en Union soviétique en 1964.

## 1964
Les titres en français sont en grande majorité des traductions et non les titres attribués par les distributeurs dans les pays francophones.
Pour le classement annuel, la liste des titres a été établie en se basant sur les répertoires des pages Wikipédia en russe documentées par Longs métrages soviétiques. Catalogue annoté complétées par les listes des sites «kino-teatr» et «kinopoisk» d'où le nombre important de films que l'on trouve dans les références.
Pour les titres où l'on manque de précisions, seule l'année est indiquée : année de réalisation, année de sortie ou les deux. Bien que cela puisse paraître superflu, 1963 est inscrit pour chacun de ces titres pour montrer que la vérification a été faite.
On remarque que, la plupart du temps, il n'y a pas de première pour les courts métrages ainsi que pour les dessins animés et les documentaires de courte durée.
| Titre | Titre original | Date de sortie                                                 | Réalisateur |
| --- | --- | -------------------------------------------------------------- | --- |
| Alliage spatial | ru:Космический сплав | 19 octobre 1964                                                | Timofeï Vassilievitch Levtchouk (ru) |
| L'amour n'aime pas? (film, 1963) | ru:Любит - не любит? (фильм, 1963) | 24 aout 1964 à Moscou                                          | Ali Khamraev |
| L'Apothicaire (film, 1964) | ru:Аптекарша (фильм, 1964) | 1er janvier 1964                                               | Stanislav Govoroukhine |
| L'Armée de Bergeronnette (film) | ru:Армия «Трясогузки» (фильм) | mai 1964 à Riga                                                | Aleksandrs Leimanis |
| Attention ! Il y a un magicien dans la ville ! | ru:Внимание! В городе волшебник! | 27 aout 1964                                                   | Viktor Stanislavovitch Vitkovitch (ru) |
| Au-dessus du ciel du désert | ru:Над пустыней небо | 1964 à Tachkent                                                | Damir Ismaïlovitch Salimov (ru) |
| Au nom de la révolution | ru:Именем революции | 20 mars 1964                                                   | Guenrikh Saoulovitch Gabaï (ru) |
| Les Aventures de Tolia Klioukvine (film) | ru:Приключения Толи Клюквина (фильм) | 10 aout 1964                                                   | Viktor Eïssymont |
| Les avions n'ont pas atterri | ru:Самолёты не приземлились | 22 février 1964                                                | Zaguid Zarifovitch Sabitov (ru) |
| La Baie Elen | ru:Бухта Елены | 20 avril 1964                                                  | Leonid Samoïlovitch Estrine (ru) et Mark Petrovitch Kovaliov |
| La Belle au bois dormant (film-ballet) | ru:Спящая красавица (фильм-балет) | 12 juin 1964 au Danemark                                       | Apollinari Doudko et Constantin Sergueïev |
| Blagues (dessin animé) | ru:Шутки (мультфильм) | février 1964                                                   | Lev Atamanov |
| Le Cafard (dessin animé, 1963) | ru:Тараканище (мультфильм, 1963) | février 1964                                                   | Vladimir Polkovnikov |
| Le Cahier bleu | ru:Синяя тетрадь (фильм) | 20 avril 1964                                                  | Lev Koulidjanov |
| Capitaine Zéro | ru:Капитан Нуль (фильм) | novembre 1964 à Riga                                           | Leonid Ianovitch Leïmanis (ru) |
| La Caravane blanche | ru:Белый караван | février 1964 à Tbilissi                                        | Eldar Chenguelaia et Tamaz Meliava |
| C'est un tigre ! | ru:Вот так тигр! | janvier 1964                                                   | Aleksandr Efimovitch Troussov (ru) |
| Chakhsenem et Garib | ru:Шахсенем и Гариб | avril 1964 à Achgabat                                          | Takhir Moukhtarovitch Sabirov (ru) |
| La Chèvre de grand-mère | ru:Бабушкин козлик | décembre 1964                                                  | Leonid Alekseïevitch Amalrik (ru) |
| Le Cinquième Peuplier | ru:Пятый тополь | 1964                                                           | Anatoli Markelov et Vsevolod Ivanovitch Voronine |
| Coincé (sketch, 1963) ou J'ai un problème (sketch, 1963) (voir Grosse Mèche) | ru:Влип (Короткометражный фильм) | 28 avril 1964                                                  | Meri Ivlianovna Andjaparidze (ru) |
| La Compétition (film, 1964) | ru:Состязание (фильм, 1963) | juin 1964 à Achgabat                                           | Boulat Mansourov |
| Le Conte du temps perdu | ru:Сказка о потерянном времени (фильм) | 27 aout 1964                                                   | Alexandre Ptouchko |
| Les Contes d'Aliocha | ru:Алёшины сказки | juillet 1964                                                   | Roman Katchanov |
| Le Coq et les peintures | ru:Петух и краски | 1964                                                           | Boris Pavlovitch Stepantsev |
| Le Courageux Petit Tailleur (dessin animé) | ru:Храбрый портняжка (мультфильм) | septembre 1964                                                 | Valentina Semionovna Broumberg (ru) et Zinaïda Semionovna Broumberg (ru) |
| Dans la famille Piatraïtis | ru:Семья Пятрайтисов | 24 décembre 1964 à la télévision lituanienne                   | Galina Daougouvetite |
| Datchourka (voir film à sketchs Grosse Mèche) | ru:Дачурка | 28 avril 1964                                                  | Sofia Abramovna Milkina (ru) |
| Le Dernier Ramoneur | ru:Последний трубочист | 1964 en Estonie                                                | Ielbert Azguireïevitch Touganov (ru) |
| Deux dans la steppe | ru:Двое в степи | 4 mai 1964                                                     | Anatoli Efros |
| Deux dimanches | ru:Два воскресенья | 20 mai 1964                                                    | Vladimir Chredel |
| Djoura | ru:Джура (фильм, 1964) | aout 1964 à Frounzé                                            | Adolf Solomonovitch Bergounker (ru) |
| Dompteur de vélos | ru:Укротители велосипедов | 9 mars 1964                                                    | Iouli Mikhaïlovitch Koun (ru) |
| Écoute-ay !... | ru:Слуша-ай!.. | 12 février 1964 à la télévision                                | Meri Ivlianovna Andjaparidze (ru) |
| Enfants de la mer (film, 1964) | ru:Дети моря (фильм, 1964) | 30 décembre 1964 à Tbilissi                                    | Konstantine Konstantinovitch Pipinachvili (ru) |
| L'été est court dans les montagnes | ru:Коротко лето в горах | 3 aout 1964                                                    | Aïda Ivanovna Manassarova (ru) |
| L'été est parti | ru:Пропало лето | 19 mai 1964                                                    | Rolan Bykov et Nikita Viktorovitch Orlov |
| Fantaisie printanière | ru:Весенняя фантазия (1964) | 8 novembre 1964 à la télévision                                | Edouard Gaïkovitch Abalian (ru) |
| La Fille à l'écho | ru:Девочка и эхо | 28 décembre 1964 en diffusion restreinte (mars 1965 à Vilnius) | Arūnas Žebriūnas |
| La Fille de Stration | ru:Дочь Стратиона | 3 décembre 1964 en diffusion restreinte (15 février 1965)      | Vassili Nikolaïevitch Levine (ru) et Mykola Vinhranovsky |
| Fille du soleil | ru:Дочь солнца | mai 1964                                                       | Alexandra Snejko-Blotskaïa |
| La Flamme inextinguible | ru:Негасимое пламя | 7 décembre 1964                                                | Iefim Dzigan |
| La Forêt russe (film, 1963) | ru:Русский лес (фильм) | 9 novembre 1964                                                | Vladimir Petrov |
| Gaucher (film) | ru:Левша (мультфильм) | octobre 1964                                                   | Ivan Ivanov-Vano |
| Général et marguerites | ru:Генерал и маргаритки | 23 novembre 1964                                               | Mikhaïl Tchiaoureli |
| Les gens ne savent pas tout | ru:Люди не всё знают | 2 novembre 1964 à Moscou                                       | Nikolaï Konstantinovitch Makarenko (ru) |
| Gohar Gasparyan chante (ciné-concert) | ru: Поет Гоар Гаспарян (фильм-концерт) | 8 juin 1964 à Moscou                                           | Grigori Gueorguievitch Melik-Avakian (ru) et Aram Aramovitch Samvelian |
| Gros minerai (film) | ru:Большая руда (фильм) | 14 décembre 1964                                               | Vassili Sergueïevitch Ordynski (ru) |
| Grosse Mèche Film à sketches avec Datchourka, Coincé, Rêves en main, Sifflet de navire, Ouverture, Remboursement, Un sort pitoyable, Millionnaire et entre les sketchs Sifflet de navire et Ouverture, un intermède, Jeu de Dames | ru:Большой фитиль (Дачурка, Влип, Сон в руку, Гудок, Увертюра, Расплата, Жалкий жребий, Миллионер. Между новеллами Гудок и Увертюра, интермедия Шашки) | 28 avril 1964                                                  | réalisés respectivement par Sofia Abramovna Milkina (ru), Meri Ivlianovna Andjaparidze (ru), Aleksandr Mitta, Vladimir Abramovitch Rapoport (ru), Aleksandr Mitta, Vladimir Fetine, Edouard Nikandrovitch Botcharov (ru) et Vitold Ianovitch Bordzilovski (ru) avec Iouri Aleksandrovitch Prytkov (ru) |
| Hamlet (film, 1964) | ru:Гамлет (фильм, 1964) | 19 avril 1964                                                  | Grigori Kozintsev |
| L'Histoire du Don | ru:Донская повесть | 9 octobre 1964                                                 | Vladimir Fetine |
| Histoires d'été film à sketchs avec En chemin, Le Garçon et le chien et Pipe | ru:Летние рассказы (киноальманах) ("В пути", "Мальчик и собака" и "Свирель")                                                                           | octobre 1964 à Tbilissi                                        | réalisés respectivement par Nana Bidzinovna Mtchedlidze (ru), Tenguiz Semionovitch Gochadze (ru) et Otar Davidovitch Abessadze (ru) |
| L'homme qui doute | ru:Человек, который сомневается | 3 janvier 1964                                                 | Leonid Danilovitch Agranovitch (ru) et Vladimir Grigorievitch Semakov |
| Il est vivant | ru:Он жив | 29 mai 1964 à Moscou                                           | Ada Neretnietse |
| Il était une fois un gars | ru:Живёт такой парень | 1er septembre 1964                                             | Vassili Choukchine |
| Il y a aussi une île | ru:Есть и такой остров | 6 juin 1964 à Bakou                                            | Hasan Seyidbeyli |
| Irakli Andronikov parle | ru:Ираклий Андроников рассказывает | 13 avril 1964 à la télévision                                  | Arkadi Nikolaïevitch Koltsaty (ru) |
| Je m'appelle Koja | ru:Меня зовут Кожа | 19 mai 1964 à Moscou                                           | Abdoulla Karsakbaïev (ru) |
| Je m'balade dans Moscou | ru:Я шагаю по Москве | 11 avril 1964                                                  | Gueorgui Danielia |
| Je suis « Bouleau » | ru:Я — «Берёза» | 9 mai 1964                                                     | Damir Alekseïevitch Viatitch-Berejnykh (ru) |
| Jeunesse (film à sketchs) (avec Tournesol et Tante aux violettes) | ru:Юность (киноальманах) ("Подсолнух", "Тетка с фиалками")                                                                                             | 27 juin 1964                                                   | réalisés respectivement par Pavel Oganezovitch Arsenov (ru) et Pavel Lioubimov |
| Jeu strict | ru:Строгая игра | 6 juillet 1964                                                 | Grigori Iossifovitch Lipchits (ru) |
| Je veux être courageux | ru:Хочу быть отважным | février 1964                                                   | Vadim Kourtchevski et Nikolaï Nikolaïevitch Serebriakov (ru) |
| Katioucha (film, 1964) | ru:Катюша (фильм) | 16 mars 1964                                                   | Viktor Petrovitch Lissakovitch (ru) |
| La Loi de la montagne | ru:Закон гор (фильм, 1964) | 19 octobre 1964                                                | Nikolaï Konstantinovitch Sanichvili (ru) |
| Luciole n° 5 | ru:Светлячок № 5 | 1964                                                           | Vitold Ianovitch Bordzilovski (ru) et Iouri Aleksandrovitch Prytkov (ru) |
| Luciole n° 4. Notre crayon | ru:Светлячок № 4. Наш карандаш | mars 1964                                                      | Vladimir Dmitrievitch Degtiariov (ru) |
| Le lundi est une rude journée | ru:Понедельник – день тяжелый | 6 juin 1964                                                    | Ivan Vladimirovitch Loukinski (ru) |
| La Maison verte (film) | ru:Зелёный дом (фильм) | 28 septembre 1964                                              | Andreï Vladimirovitch Frolov (ru) |
| Le Mandat (film, 1963) | ru:Мандат (фильм) | 19 mai 1964                                                    | Nikolaï Ivanovitch Lebedev (ru) |
| Marcher ou mourir | ru:Они шли на Восток | 16 septembre 1964 en Italie                                    | Giuseppe De Santis et Dmitri Vassiliev |
| Le Mariage (film, 1964) | ru:Свадьба (фильм, 1964) | 27 décembre 1964 en diffusion restreinte                       | Mikhaïl Guermanovitch Kobakhidze (ru) |
| Le Mariage de Balzaminov | ru:Женитьба Бальзаминова (фильм, 1964) | 24 décembre 1964                                               | Konstantine Naoumovitch Voïnov (ru) |
| Millionnaire (dessin animé) (sketch de Grosse Mèche) | ru:Миллионер (мультфильм) | 28 avril 1964                                                  | Vitold Ianovitch Bordzilovdki (ru) et Iouri Aleksandrovitch Prytkov (ru) |
| Moscou - Gênes | ru:Москва — Генуя | 2 novembre 1964                                                | Pāvels Armands, Vladimir Vladimirovitch Korch (ru) et Alekseï Vladimirovitch Spechnev (ru) |
| Le Mousse de la goélette « Coloumb » | ru:Юнга со шхуны «Колумб» | 7 mai 1964                                                     | Evgueni Firsovitch Cherstobitov (ru) |
| Naïmitchka | ru:Наймичка (фильм) | janvier 1964 à Kiev                                            | Vassili Ignatievitch Lapoknych (ru) et Irina Aleksandrovna Molostova (ru) |
| Notre pain honnête | ru:Наш честный хлеб | 7 décembre 1964 en diffusion restreinte                        | Aleksandr Igorevitch Mouratov (ru) et Kira Mouratova |
| Nouveau marié | ru:Молодожён | 28 septembre 1964                                              | Valeri Trofimovitch Issakov (ru) |
| Le Nouvel Impur venu des enfers | ru:Новый нечистый из преисподней | 15 juin 1964 à Tallinn                                         | Grigori Kromanov et Iouri Iokhanovitch Miouïr (ru) |
| Officier de la Tchéka | ru:Сотрудник ЧК (фильм) | 27 avril 1964                                                  | Boris Izraïlevitch Voltchek (ru) |
| Oncle Stiopa, policier | ru:Дядя Стёпа — милиционер (мультфильм) | septembre 1964                                                 | Ivan Semionovitch Aksentchouk (ru) |
| Où est Akhmed ? | ru:Где Ахмед? | 4 novembre 1964 à Bakou                                        | Adil Isgandarov |
| Ouldouz | ru:Улдуз (фильм, 1964) | 20 décembre 1964 en diffusion restreinte                       | Agarza Samandar ogly Kouliev (ru) |
| Ouverture (sketch, 1963) (sketch de Grosse Mèche) | ru:Увертюра (Короткометражный фильм) | 28 avril 1964                                                  | Alexandre Mitta |
| Pages du premier amour | ru:Страницы первой любви | 1964                                                           | Mark Ievseïevitch Orlov (ru) |
| Le Père du soldat | ru:Отец солдата | 25 décembre 1964 en diffusion restreinte                       | Revaz Tchkheidze |
| La Petite Grenouille cherche papa | ru:Лягушонок ищет папу | 21 juin 1964 à la télévision                                   | Roman Katchanov |
| La Petite Maison sur les dunes | ru:Домик в дюнах | mars 1964 à Riga                                               | Arkadi Nikolaïevitch Koltsaty (ru) et Anatoli Markenov |
| Petits Chevaliers | ru:Маленькие рыцари | mai 1964 à Tbilissi                                            | Ninel Todorovitch Nenoba (ru) et Gueno Iassonovitch Tsoulaïa (ru) |
| Le Premier Trolleybus | ru:Первый троллейбус | 6 mai 1964                                                     | Isidore Annenski |
| Président (film, 1964) | ru:Председатель (фильм) | 28 décembre 1964                                               | Alekseï Aleksandrovitch Saltykov |
| Quand les cigognes s'envolent | ru:Когда улетают аисты | avril 1964 à Chișinău                                          | Vadim Grigorievitch Lyssenko (ru) |
| Quand les cosaques pleurent | ru:Когда казаки плачут | 2 mars 1964                                                    | Evgueni Morgounov |
| Quarante minutes avant l'aube | ru:Сорок минут до рассвета | 21 aout 1964                                                   | Boris Rytsarev |
| Qu'est que la théorie de la relativité ? | ru:Что такое теория относительности? | 1er janvier 1964                                               | Semion Lipovitch Raïtbourt (ru) |
| Qui sellera le cheval? | ru:Кто оседлает коня? | avril 1964 à Tbilissi                                          | Chota Ilytch Manaradze (ru) |
| Remboursement (sketch, 1963) (voir Grosse Mèche) | ru:Расплата (Короткометражный фильм) | 28 avril 1964                                                  | Vladimir Fetine |
| Rencontre au carrefour | ru:Встреча на переправе | 28 mai 1964                                                    | Gavriil Eguiazarov |
| Rendez-vous au point du jour | ru:Ждите нас на рассвете | 23 novembre 1964                                               | Emil Loteanu |
| Le Retour de Véronique | ru:Возвращение Вероники | 20 juillet 1964                                                | Igor Iakovlevitch Bolgarine (ru) et Vadim Guerassimovitch Ilenko (ru) |
| Retour sur le chemin | ru:Оглянись в пути | 18 mars 1964 à Tallinn                                         | Kalio Karlovitch Kiïsk (ru) |
| Le Rêve (film, 1964) | ru:Сон (фильм, 1964) | 12 ou 14 décembre 1964 à Moscou                                | Vladimir Terentievitch Denissenko (ru) |
| La Robe magique | ru:Волшебный халат | 3 octobre 1964 à Bakou                                         | Alisattar Atakichiyev |
| Romans de la maison rouge | ru:Новеллы Красного дома | février 1964 à Kiev                                            | Nikolaï Machtchenko |
| Roméo, mon voisin | ru:Ромео, мой сосед | janvier 1964 à Bakou                                           | Chamil Faramaz fils de Mahmudbeyov |
| Sang indigène | ru:Родная кровь | 8 février 1964                                                 | Mikhaïl Ivanovitch Ierchov (ru) |
| Le Secrétaire du comité régional (film) | ru:Секретарь обкома (фильм) | 28 septembre 1964                                              | Vladimir Aleksandrovitch Tchebotariov (ru) |
| Sentiers de l'Altaï | ru:Тропы Алтая (фильм) | 21 avril 1964                                                  | Iouri Sergueïevitch Pobedonostsev (ru) |
| Sifflet de navire (sketch, 1963) (voir Grosse Mèche) | ru:Гудок (Короткометражный фильм) | 28 avril 1964                                                  | Vladimir Abramovitch Rapoport (ru) |
| Silence (film, 1963) | ru:Тишина (фильм, 1964) | 25 janvier 1964                                                | Vladimir Bassov |
| Si tu as raison... | ru:Если ты прав… | 19 mars 1964                                                   | Iouri Iegorov |
| Les Soucis du printemps | ru:Весенние хлопоты | 13 (ou 14) septembre 1964                                      | Ian Frid (metteur en scène) et Maksim Abramovitch Rouf (réalisateur) |
| Sous terre (film) | ru:Под землёй (фильм) | 1er janvier 1964 à la télévision à Moscou                      | Rolands Kalniņš |
| Soy Cuba | ru:Я — Куба | 26 octobre 1964 à La Havane                                    | Mikhaïl Kalatozov |
| Soyez les bienvenus (film, 1964) | ru:Добро пожаловать, или Посторонним вход воспрещён | 9 octobre 1964                                                 | Elem Klimov |
| Suivre les pointillés | ru:Стёжки-дорожки | 6 avril 1964                                                   | Oleg Borissov et Artour Iossifovitch Voïtetski (ru) |
| Talent (dessin animé) | ru:Талант (мультфильм) | juin 1964 en Estonie                                           | Elbert Azguireïevitch Touganov (ru) |
| Tante aux violettes (sketch) (voir Jeunesse (film à sketchs)) | ru:Тётка с фиалками (фильм, 1963) | 27 juin 1964                                                   | Pavel Lioubimov |
| Le Temps de paix | ru:Мирное время (фильм, 1964) | novembre 1964 à Douchanbé                                      | Boris Arievitch Kimiagarov |
| Tirelire (dessin animé) | ru:Свинья-копилка (мультфильм) | mai 1964                                                       | Lev Issaakovitch Miltchine (ru) |
| Toptyjka | ru:Топтыжка | septembre 1964                                                 | Fiodor Khitrouk |
| Tourné dans le brouillard | ru:Выстрел в тумане | 8 juin 1964                                                    | Anatoli Alekseïevitch Bobrovski (ru) et Aleksandr Ivanovitch Sery (ru) |
| Tournesol (sketch) (voir Jeunesse (film à sketchs)) | ru:Подсолнух (film, 1963) | 27 juin 1964                                                   | Pavel Oganezovitch Arsenov (ru) |
| Traces sur l'asphalte (dessin animé) | ru:Следы на асфальте (мультфильм) | septembre 1964                                                 | Vladimir Ivanovitch Danilov (ru) et Viatcheslav Kotionotchkine |
| Trésors de la République | ru:Сокровища республики | 7 novembre 1964 à la télévision                                | Ivan Pravov |
| Les Trois Sœurs | ru:Три сестры (фильм, 1964) | 20 décembre 1964 en Finlande                                   | Samson Samsonov |
| Un état criminel (film) | ru:Государственный преступник (фильм) | 9 novembre 1964                                                | Nikolaï Vassilievitch Rozantsev (ru) |
| Un jour de bonheur | ru:День счастья | 27 juillet 1964                                                | Iossif Kheifitz |
| Un pouce de terre | ru:Пядь земли (фильм) | 21 décembre 1964                                               | Boris Vladimirovitch Iachine (ru) et Andreï Smirnov |
| Un rêve dans la main (sketch, 1963) (voir Grosse Mèche) | ru:Сон в руку (Короткометражный фильм) | 28 avril 1964                                                  | Alexandre Mitta |
| Un sac plein de cœurs | ru:Сумка, полная сердец | 1er juin 1964                                                  | Anatoli Sergueïevitch Boukovski (ru) |
| Un sort pitoyable (sketch, 1963) (voir Grosse Mèche) | ru:Жалкий жребий (Короткометражный фильм) | 28 avril 1964                                                  | Edouard Nikandrovitch Botcharov (ru) |
| Une histoire vraie (film, 1964) | ru:Непридуманная история | 20 janvier 1964                                                | Vladimir Ivanovitch Guerassimov (ru) |
| Une ville, une rue | ru:Город — одна улица | 13 avril 1964                                                  | Iakov Lvovitch Bazelian (ru) |
| La Vie et les souffrances d'Ivan Semionov | ru:Жизнь и страдания Ивана Семёнова | 31 aout 1964                                                   | Vadim Kourtchevski et Nikolaï Nikolaïevitch Serebriakov (ru) |
| La Vie facile (film, 1964) | ru:Лёгкая жизнь (фильм, 1964) | 24 aout 1964                                                   | Veniamine Dorman |
| Les Vivants et les Morts | ru:Живые и мёртвые (фильм, 1964) | 18 février 1964 à Moscou                                       | Alexandre Stolper |
| Les Voix de notre quartier (film, 1960) | ru:Голоса нашего квартала (фильм, 1960) | 30 novembre 1964 à Erevan                                      | Iouri Aramansovitch Ierzinkian (ru) |
| Voyage en avril | ru:Путешествие в апрель | 6 avril 1964 à Moscou                                          | Vadim Derbeniov et Viatcheslav Kotionotchkine |